# Життя за викликом
«Життя за викликом» (рос. Жизнь по вызову) — російський драматичний серіал, що був знятий Саріком Андреасяном і вийшов в онлайн-кінотеатрі Kion в 2022 році.

## Сюжет
Основний сюжет серіалу пов'язаний із життям ескорт-індустрії Росії. Головний герой Олександр Шмідт (Павло Прилучний) на прізвисько «Меджик» — власник однойменного елітного ескорт-агентства — стикається зі спробою рейдерського захоплення його бізнесу дуже впливовими людьми, які діють анонімно. Протягом фільму «Меджик» намагається з'ясувати, звідки походить загроза, і захистити свій бізнес, паралельно вирішуючи проблеми, що виникають із багатими клієнтами та дівчатами-ескортницями, а також проблеми в сім'ї, пов'язані з вихованням дочки, яка дорослішає.

## В ролях
- Павло Прилучний — Олександр Шмідт («Меджик»), власник консалтингової агенції «Меджик», що надає елітні ескорт-послуги
- Наталія Рудова — Олена, юрист «Меджика»
- Олександр Яцко — Ружинський Олександр Борисович, бізнесмен, який організував рейдерське захоплення агенції «Меджик»
- Володимир Сичов — Конов Денис Вікторович, впливовий та експресивний клієнт агентства
- Михайло Горевий — Баринов Ігор Анатолійович, впливовий клієнт агенції
- Анна Глаубе — Анжела, подруга Насті, яка керує борделем Вадика
- Яніна Студіліна — Катя, колишня дружина Шмідта

## Критика
Редактор Forbes Life Софія Бронтвейн ще до виходу серіалу висловилася на його адресу різко негативно, назвавши серіал «одним із найбільш низькоякісних і відсталих від життя проектів про проституцію», вказавши також, що його головна ідея — образити жінок.